# Малео
Малео (італ. Maleo) — муніципалітет в Італії, у регіоні Ломбардія,  провінція Лоді.
Малео розташоване на відстані близько 430 км на північний захід від Рима, 60 км на південний схід від Мілана, 27 км на південний схід від Лоді.
Населення — 3180 осіб (2014).

## Демографія
Населення за роками:

Станом на 1 січня 2023 року в муніципалітеті офіційно проживали 254 іноземці з 20 країн, серед них 81 громадянин країн Євросоюзу та 2 громадяни України.

## Сусідні муніципалітети
- Кавакурта
- Кодоньо
- Корно-Джовіне
- Корновеккьо
- Піццигеттоне
- Сан-Фьорано
- Санто-Стефано-Лодіджано